# Pönttövaara-Pahkavaara
Pönttövaara-Pahkavaara este o arie protejată (arie specială de conservare — SAC, sit de importanță comunitară — SCI) din Finlanda întinsă pe o suprafață de 410 ha, integral pe uscat.

## Localizare
Centrul sitului Pönttövaara-Pahkavaara este situat la coordonatele 63°09′41″N 30°59′23″E / 63.1614°N 30.9897°E.

## Înființare
Situl Pönttövaara-Pahkavaara a fost declarat sit de importanță comunitară în august 1998 pentru a proteja 6 specii de animale. Situl a fost protejat și ca arie specială de conservare în aprilie 2015.

## Biodiversitate
Situată în ecoregiunea boreală, aria protejată conține 6 habitate naturale: Lacuri și iazuri distrofice naturale, Cursuri de apă de la nivel de câmpie la nivel montan, cu vegetație Ranunculion fluitantis și Callitricho-Batrachion, Mlaștini turboase de tranziție și turbării mișcătoare, Turbării Aapa, Taiga vestică, Mlaștini împădurite.
La baza desemnării sitului se află mai multe specii protejate:
- mamifere (1): veveriță zburătoare siberiană (Pteromys volans)
- nevertebrate (5): Agathidium pulchellum, Boros schneideri, Corticaria planula, Oxyporus mannerheimii, Pytho kolwensis

Pe lângă speciile protejate, pe teritoriul sitului au mai fost identificate 2 specii de păsări, 9 specii de nevertebrate, 5 specii de pești.